# Ari Up
Ariane Daniela Forster (niem. Ariane Daniele Forster, ur. 17 stycznia 1962, Monachium – zm. 20 października 2010, Los Angeles) – brytyjska wokalistka niemieckiego pochodzenia, najbardziej znana jako członkini zespołu The Slits występująca pod pseudonimem Ari Up.

## Życiorys
Ari Up urodziła się w Monachium jako wnuczka bogatego właściciela gazety Der Spiegel. Jej matka Nora była promotorem muzycznym i przyjaźniła się m.in. z Jimim Hendrixem. Na przełomie lat 60./70. obie przeprowadziły się do Londynu. Kiedy w połowie lat 70. zaczęła tworzyć się scena punkrockowa dom Nory stał się znanym miejscem w tych kręgach – gdyż oferowała pomoc wielu biednym muzykom (później została żoną Johna Lydona – wokalisty Sex Pistols). Na jednym z koncertów Ari Up poznała hiszpańską emigrantkę Palomę "Palmolive" Romero, która grała na perkusji. Obie w 1976 założyły grupę The Slits. Zespół początkowo przedstawił typowy repertuar punkrockowy, który z biegiem czasu był wzbogacany elementami reggae i dub.
Po rozpadzie The Slits Ari Up, przez następne kilka lat mieszkała wraz z mężem i dziećmi w Borneo (Indonezja) i Belize wraz z miejscowymi plemionami. Później przeprowadziła się do Kingston (Jamajka), gdzie pod pseudonimem Madusa dała się poznać również jako tancerka i projektantka mody. Kontynuowała również działalność muzyczną biorąc najpierw udział w projekcie New Age Steppers, a później solowo jako Baby Ari, Madussa i Ari Up. Jej pierwszy album Dread More Dan Dead został wydany w 2005.
W 2005 wraz z basistką Tessą Pollitt reaktywowała zespół The Slits występując z nim w latach następnych w Europie, Ameryce Płn., Australii i Japonii. Okazjonalnie występowała również ze swoją grupą The True Warriors. W 2007 wzięła udział w nagraniu płyty Lee Scratcha Perry'ego Repentance. W czerwcu 2009 wraz z Perrym oraz austriackim zespołem dubowym Dubblestandart wystąpiła na "Central Park Summer Stage" w Central Park w Nowym Jorku. W maju 2010 dokonała ostatnich w życiu nagrań (ponownie z Perrym), które w sierpniu tego samego roku ukazały się na singlu "Hello, Hell is Very Low" / "Bed Athletes". Zmarła na raka 20 października 2010.

## Dyskografia

### The Slits
- Dyskografia The Slits

### Ari Up
- "True Warrior" / "I'm Allergic" (7", 2004)
- Baby Mother (12", 2005)
- Dread More Dan Dead (2005)

### Gościnnie
- "When I Fall In Love" / "Island Girl" (12", 2007) (Dubblestandart vs. Ken Boothe vs. Ari Up)
- "Hello, Hello, Hell Is Very Low" / "Bed Athletes" (7", 2010) (Subatomic Sound System Meets Ari Up* & Lee Scratch Perry)